# Пушка
Пушка је индивидуално ватрено оружје састављена од цеви механизма за опаљивање и кундака. Користи се како у војне и полицијске сврхе тако и за лов.  Прве пушке су се пуниле барутом кроз уста цеви и после сваког испаљивања процес пуњења је дуго трајао. Појавом метка који је у себи садржавао барутно пуњење брзина опаљивања се знатно повећала. Пушке произвођача Ремингтон су биле прве које су у шаржеру имале више метака а репетирање се вршило врло брзо. На Дивљем западу где су први пут коришћене имале су пресудну улогу у победи белаца над Индијанцима.
Пушка је дугоцевно ватрено оружје дизајнирано за прецизно гађање, са цеви која има спирални узорак жлебова (изолучено оружје) урезаних у зид отвора. У складу са својим фокусом на прецизност, пушке су обично дизајниране да се држе са обе руке и чврсто прислоњене уз раме стрелца преко кундака ради стабилности током пуцања. Пушке се у великој мери користе у ратовању, спровођењу закона, лову, стрељаштву и криминалу.
Термин је првобитно био ужлебљена пушка, а глагол ужлебљена се односио на рани модерни процес машинске обраде стварања жлебова помоћу алата за сечење. До 20. века, ово оружје је постало толико уобичајено да се модерни назив пушка сада често користи за било које ручно далекометно оружје дугог облика дизајнирано за добро циљано пражњење активирано окидачем.
Као и свако типично ватрено оружје, пројектил пушке (метак) се покреће садржаном дефлаграцијом запаљивог погонског једињења (првобитно црног барута, а сада нитроцелулозе и других бездимних барута), иако се користе и друга погонска средства, као што је компримовани ваздух у ваздушним пушкама, које су популарне за контролу штеточина, лов на ситну дивљач, такмичарско гађање мете и неформално спортско гађање (плинкинг).
Посебна карактеристика која одваја пушку од ранијих глаткоцевних дугих пушака (нпр. аркебуза, мускета) је нарезивање унутар цеви. Уздигнуте површине нарезивања цеви називају се земље; оне ступају у контакт и врше обртни момент на пројектил док се креће низ отвор, дајући окретање. Када пројектил напусти цев, ово окретање се наставља и даје жироскопску стабилност пројектилу због очувања угаоног момента, повећавајући прецизност, а тиме и ефикасан домет. Ране дугачке пушке биле су пуњене с уста и испаљивале су сферне кугле; увођење затворног пуњења омогућило је употребу издужених и аеродинамички ефикасних метака, који у лету због окретања нису значајно скретали или се превртали.

## Цев
Функција цеви је да усмери тане у правцу циља. Увођењем олучавања цеви постигнута је додатна прецизност јер се тане приликом испаљивања окреће око себе.
Калибар је термин којим се описује пречник отвора цеви.

## Кундак
Функција кундака је да се цев ослони на раме ради лакшег и прецизнијег гађања али и да раме стрелца прими на себе ударац који се дешава приликом опаљивања (Њутнов закон акције-реакције).
Кундак може бити од дрвета или других материјала или метални склапајући.

## Механизам за опаљивање
Механизам за опаљивање увек има више делова али увек постоји ударна игла, обарач и механизам који по испаљивању ручно или аутоматски избацује чауру метка.

## Материјал
Раније су се пушке производиле од дрвета (кундак) и челика (цев и механизам за опаљивање), док се данас све више користе композитни материјали да би пушка била лакша, поузданија, јефтинија.

## Додаци
На пушке се могу додати разни додаци:
Када се бајонет (врста ножа) постави на врх пушке онда се он може користити за блиску борбу (прса у прса).
Преко додатка за испаљивање тромблона или граната се могу гађати оклопна возила или непријатељска утврђења.
Додавањем оптичких система пушка се претвара у снајпер - пушку изузетне прецизности на већим даљинама.

## Оптички системи
Оптички системи побољшавају прецизност у разним условима:
- Дневни оптички систем користи оптички дурбин са кончаницом (нишанском тачком) за прецизно нишањење на даљину.
- Даљиномер одређује прецизно даљину што омогућава стрелцу прецизније гађање нарочито покретних циљева. У новије време користе се ласерски даљиномери.
- Обележавачи циља служе за лако и брзо нишањење а у новије време се користе ласерски обележавачи такозвани "laser pointer".
- Додавањем делова за ноћно осматрање пушка се може користити и у условима смањене видљивости као што је ноћ. Постоје три врсте система за ноћно гађање:

1. Инфра-црвени, или ИЦ, нишани су раније коришћени и они имају оптички систем који инфра-црвену светлост претварају у видљиви спектар. За такво коришћење потребан је извор инфра-црвеног светла (инфра-црвени фар), оптички систем и претварач слике. Ово зрачење и обасјавање циља није видљиво за људско око ако нема посебних претварача. Недостатак овог система је постојање фара (извора светлости) који противник може да детектује.
2. Нишани са оптичким системом и пасивним појачавачима слике користе природни фон зрачења (светлост звезда, месеца и др.) и појачавају га неколико хиљада пута тако да се циљ види доста јасно без икаквог осветљавања.
3. У новије време се користи и термовизија која ствара слику на основу топлотног зрачења циља и околних предмета (разлике у количини зрачења топлоте сваког предмета). Ови системи су веома гломазни и скупи за масовну употребу.

- Модерне пушке користе снагу барутних гасова за репетирање и постизање рафалне паљбе и могу бити аутоматске или полуаутоматске.

## Муниција
Модерна муниција за војне потребе има чауре од месинга док су чауре за ловце од тврђег картона комбиноване са месинганим дном. Постоји муниција чија је употреба забрањена јер изазива изузетно тешке повреде нпр. распрскавајућа (дум-дум) муниција, меци од алуминијума или пластике. За посебне намене користи се обележавајућа муниција за ноћно гађање или панцирна муниција за пробијање тањих оклопа или шлема. За растурање демонстрација полиција користи гумене метке.  За обуку и вежбање користи се такозвана маневарска муниција која у чаури има само барутне гасове без метка.

## Врсте пушака
Постоје пушке које избацују пројектиле пуњене сузавцем или неким другим бојним отровом који је погодан за неутрализацију демонстраната.
За потребе лова користе се пушке преламаче (цев се визуелно може преломити ради пуњења ловачком муницијом) и карабини (карабини личе на војничке пушке што се тиче затварача и користе војну муницију).
Ловци користе и пушке двоцевке (две цеви једна поред друге) и бокерице (две цеви једна изнад друге).
Постоје и ваздушне пушке. Уместо барута за испаљивање оловних танади користи се компримирани ваздух. Домет је мали и користе се пре свега за такмичења.
Повећањем калибра и оптичког нишана домет, пробојност и прецизност се додатно повећавају. Наша индустрија производи такву пушку (снајперску пушку) под именом Црна стрела.

## Домаћа производња
Србија има дугогодишње искуство у производњи пушака и пушчане муниције. Производи „Застава оружје“ из Крагујевца су били веома цењени на светском тржишту а и данас су у рангу најбољих светских.

## штампање пушке
Гризли је 3D одштампана пушка калибра .22, која је креирана у августу 2013. Она је креирана користећи Stratasys Dimension 1200es принтер. Ову пушку је креирао Канађанин који је познат једино по псеудониму „Метју”. Он је према наводу часописа The Verge изјавио да се професионално бави прављењем алата за грађевинску индустрију.
Оригинална пушка Гризли је испалила један метак пре него што је цев пукла. Из друге верзије је испаљено четрнаест метака пре него што је оштећена због замора материјала. Према новинама Дејли мејл, друга верзија пушке Гризли се тако добро показала да је корисник могао да стави оружје на своје раме, притисне уз образ, и испали три метка без самоповређивања.

## Галерија
- Пушка танчица типа рога. Део је збирке оружја Народног музеја у Лесковцу.

### Занатско оружје
- Кад оружје утихне - Пушке кремењаче (РТС 3 - Званични јутјуб канал)

### Развој пушака у 19. и 20. веку
- Једнометне пушке система Грин М1867 (Оружје онлајн, Бранко Богдановић, 2021)
- Једнометне пушке 14,8 мм Пибоди М1870 (Оружје онлајн, Бранко Богдановић, 2020)
- Пушка 10,66 mm Бердан бр. 2 М1870 (Оружје онлајн, Бранислав В. Станковић, 2018)
- Пушке Мосин М1891 у наоружању Српске војске  (Оружје онлајн, Бранко Богдановић, 2018)
- Прва домаћа пушка - 7,9 мм Маузер М1924 (Оружје онлајн, Бранко Богдановић, 14. октобар 2019)
- Немачка полуаутоматска пушка  Г43 - К43 (Оружје онлајн, Бошко Љубинковић, 2021)
- Stg-44 родоначелник свих савремених јуришних пушака (Оружје онлајн, Бранко Богдановић, 2018)
- ПАП М59/66 (Оружје онлајн, Бранко Богдановић, 2021)
- Домаћи Калашњиков - Застава (ФАЗ) - (Оружје онлајн, Бранко Богдановић, 2021)